# NGC 4833
NGC 4833 је збијено звездано јато у сазвежђу Мува које се налази на NGC листи објеката дубоког неба.
Деклинација објекта је - 70° 52' 27" а ректасцензија 12h 59m 35,0s. Привидна величина (магнитуда) објекта NGC 4833 износи 8,4. NGC 4833 је још познат и под ознакама GCL 21, ESO 65-SC4.